# Gerd Albrecht
Gerd Albrecht (19. juli 1935 - 2. februar 2014) var en tysk dirigent. Han havde en lang række dirigentstillinger i Tyskland. Han har været chefdirigent på Deutsche Oper Berlin. I 1975 blev han udnævnt til Rudolf Kempes efterfølger som førstedirigent af Tonhalle Orchester i Zürich.
Albrecht var i perioden 1999-2004 chefdirigent for DR Radiosymfoniorkestret. Han er kendt for at have kritiseret den danske regerings deltagelse i Irakkrigen mod Saddam Hussein i forbindelse med Torsdagskoncerten den 24. marts 2003. Albrechts kritik fik ikke konsekvenser for hans ansættelse.